# Bảo tàng Ermitazh
Bảo tàng Ermitazh (tiếng Nga: Государственный Эрмитаж, chuyển tự: Gosudárstvennyj Ermitáž, IPA: [ɡəsʊˈdarstvʲɪn(ː)ɨj ɪrmʲɪˈtaʂ]), hay còn gọi là Bảo tàng Hermitage trong tiếng Anh, là một bảo tàng nghệ thuật và văn hóa ở Saint Petersburg, Nga. Đây là bảo tàng nghệ thuật lớn thứ hai trên thế giới tính theo không gian trưng bày. Bảo tàng thành lập năm 1764 khi nữ hoàng Ekaterina Đại đế mua lại một bộ sưu tập tranh ấn tượng từ thương gia người Berlin Johann Ernst Gotzkowsky. Bảo tàng kỷ niệm ngày thành lập hàng năm vào ngày 7 tháng 12, Ngày Thánh Ekaterina. Bảo tàng mở cửa cho công chúng từ năm 1852 và thu hút 968.604 du khách vào năm 2020, giảm 80% so với năm 2019, do đại dịch COVID-19. Năm 2020, bảo tàng xếp thứ 11 trong danh sách các bảo tàng nghệ thuật được ghé thăm nhiều nhất trên thế giới.
Các bộ sưu tập của bảo tàng, trong đó chỉ một phần nhỏ được trưng bày thường xuyên, bao gồm hơn ba triệu hiện vật (bộ sưu tập tiền tệ chiếm khoảng một phần ba trong số đó). Các bộ sưu tập chiếm một khu phức hợp lớn gồm sáu tòa nhà lịch sử dọc theo Bờ kè Cung điện, bao gồm cả Cung điện Mùa đông, nơi ở trước đây của các hoàng đế Nga. Ngoài ra, Cung điện Menshikov, Bảo tàng Đồ sứ, Cơ sở lưu trữ tại Staraya Derevnya, và cánh phía đông củaTòa nhà Bộ Tổng tham mưu cũng là một phần của bảo tàng. Bảo tàng có một số trung tâm triển lãm ở nước ngoài. Bảo tàng Ermitazh là tài sản của liên bang. Kể từ tháng 7 năm 1992, giám đốc bảo tàng là Mikhail Piotrovsky.
Trong số sáu tòa nhà trong khu phức hợp bảo tàng chính, năm tòa nhà — cụ thể là Cung điện Mùa đông, tòa Hermitage Nhỏ, tòa Hermitage Cũ, tòa Hermitage Mới, và Nhà hát Hermitage—đều mở cửa tự do cho công chúng. Vé vào cửa cho khách du lịch nước ngoài đắt hơn phí mà công dân Nga và Belarus phải trả. Tuy nhiên, vé vào cửa miễn phí vào thứ Năm của tuần thứ ba hàng tháng cho tất cả du khách và miễn phí hằng ngày cho học sinh và trẻ em. Bảo tàng đóng cửa vào các ngày thứ Hai. Lối vào dành cho khách lẻ nằm trong Cung điện Mùa đông, có thể vào được từ Sân trong.

## Các tòa nhà
Ban đầu, tòa nhà duy nhất chứa bộ sưu tập là " tòa Hermitage Nhỏ". Ngày nay, Bảo tàng Hermitage bao gồm nhiều tòa nhà trên Bờ kè Cung điện và các khu vực lân cận. Ngoài tòa Hermitage Nhỏ, bảo tàng hiện còn bao gồm " tòa Hermitage Cũ" (còn được gọi là "tòa Hermitage Lớn"), "tòa Hermitage Mới", "Nhà hát Hermitage" và "Cung điện Mùa đông", nơi ở chính trước đây của Sa hoàng Nga. Trong những năm gần đây, Hermitage đã mở rộng đến Tòa nhà Bộ Tổng tham mưu trên Quảng trường Cung điện đối diện với Cung điện Mùa đông, và Cung điện Menshikov .

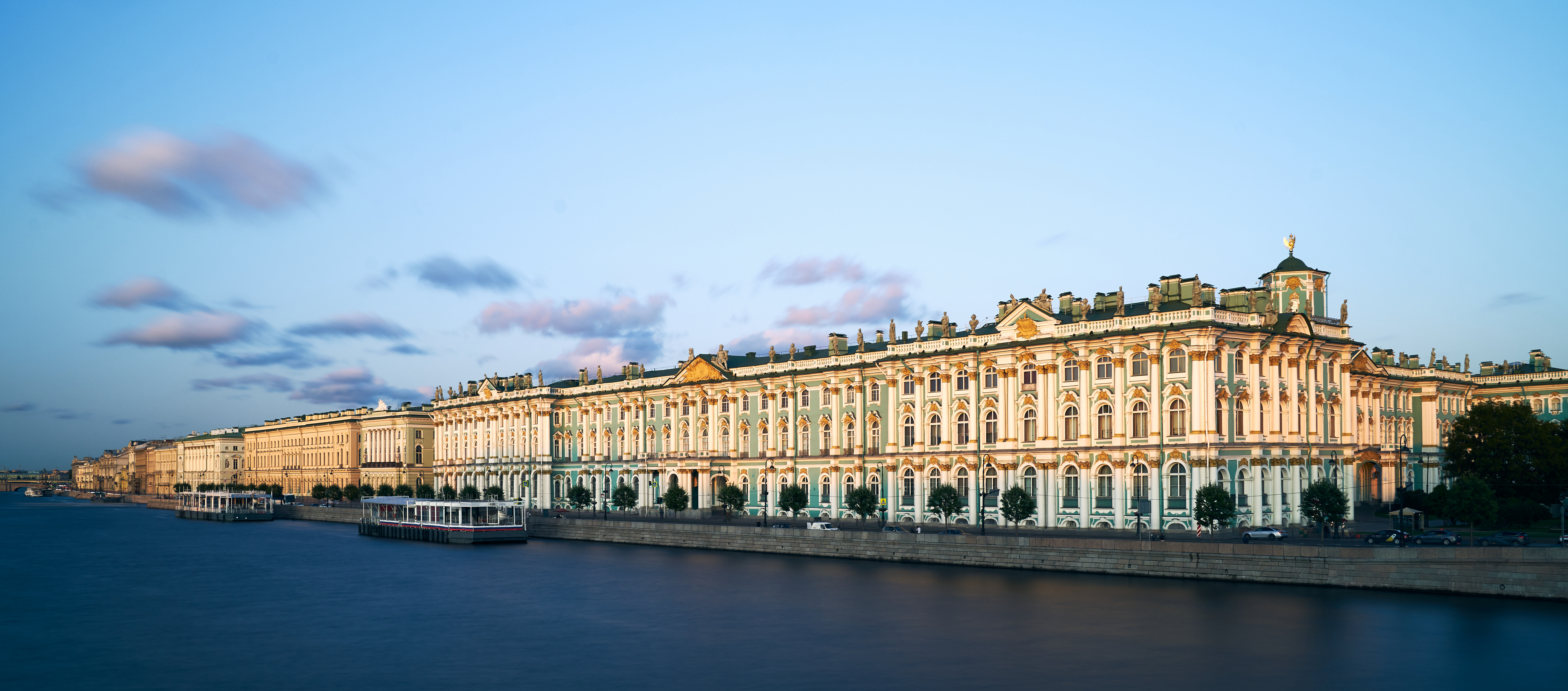
Tổ hợp Bảo tàng Hermitage. Từ trái qua phải: Hermitage Theatre – Old Hermitage – Small Hermitage – Winter Palace ("New Hermitage" nằm phía sau Old Hermitage).

## Bộ sưu tập tranh

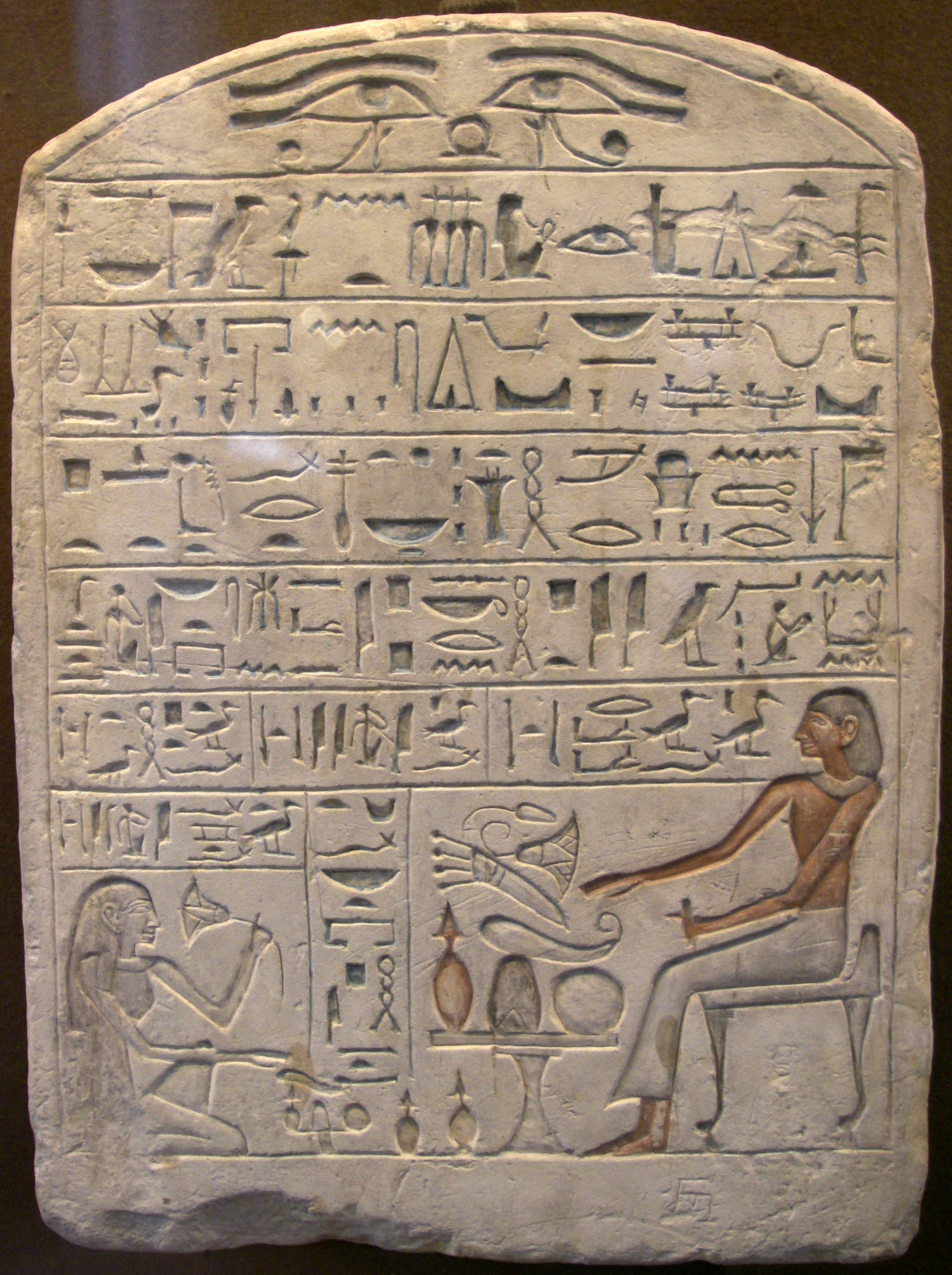
Người Ai Cập cổ: Bia đá vôi của một người thợ gốm trưởng (thế kỷ 18 trước Công nguyên)
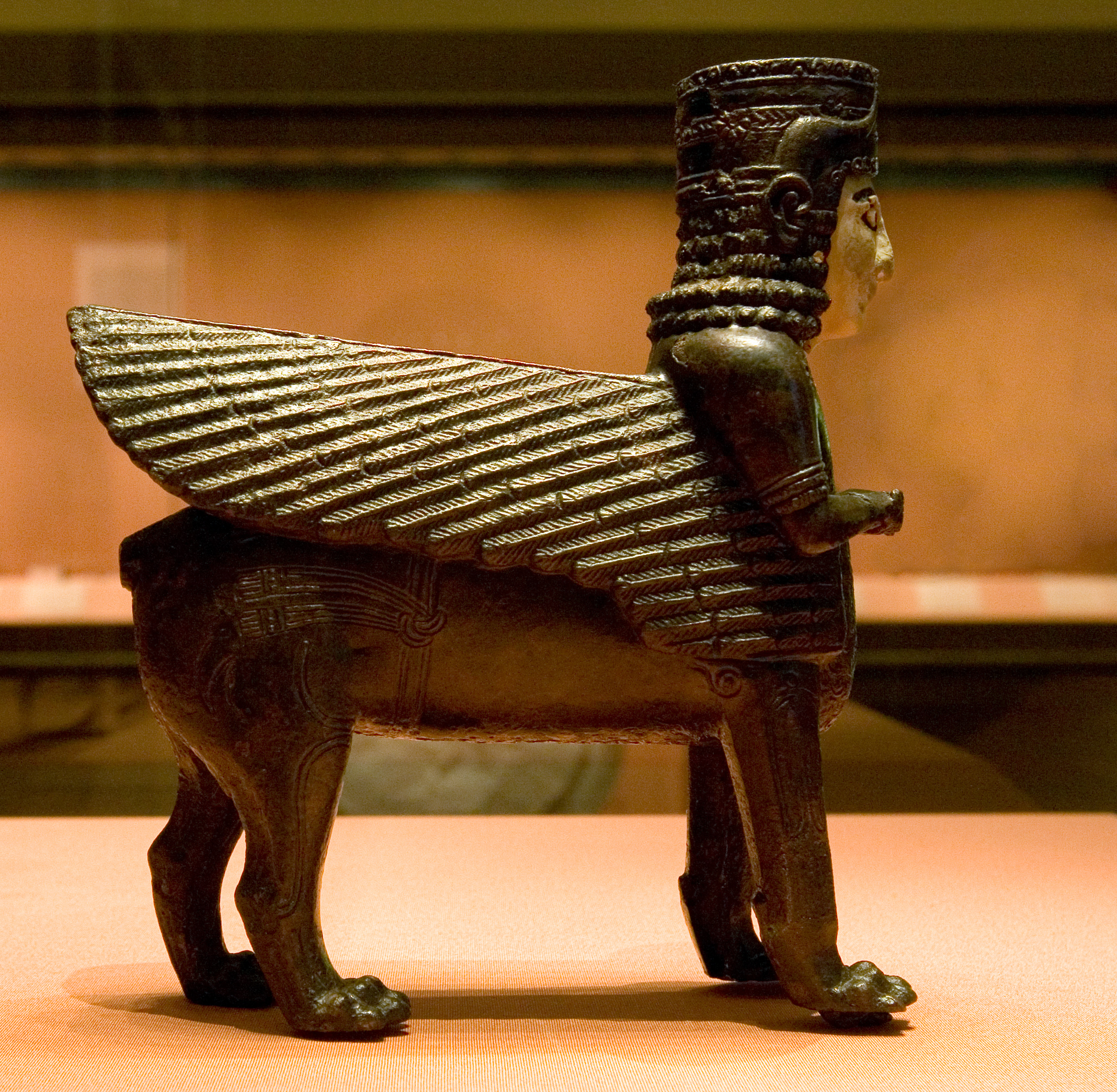
Cận Đông cổ đại: vị thần Urartu (thế kỷ 7 - 5 trước Công nguyên)
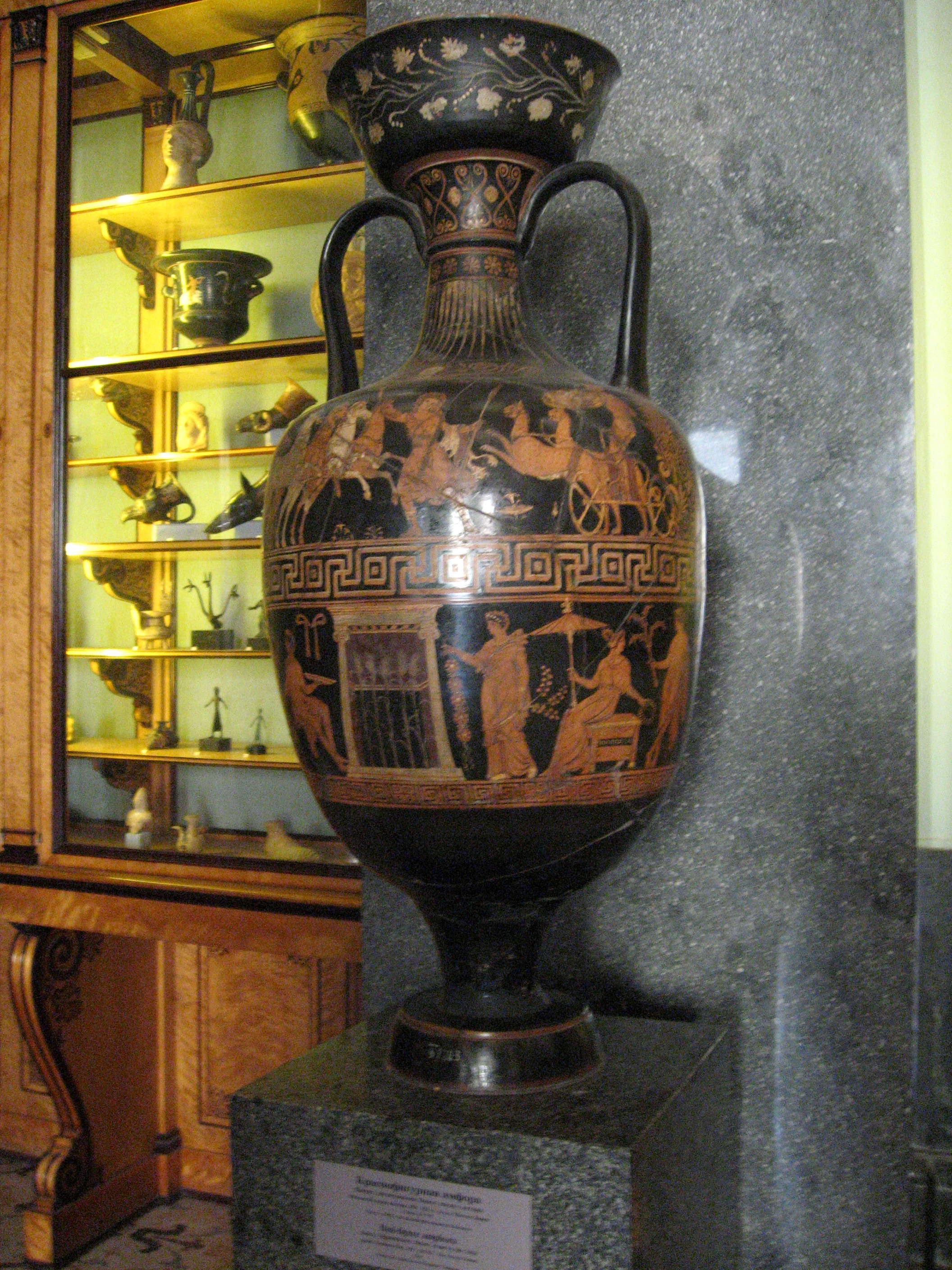
Hi Lạp cổ: Red-figure vase (Thế kỷ thứ 5 trước Công nguyên)
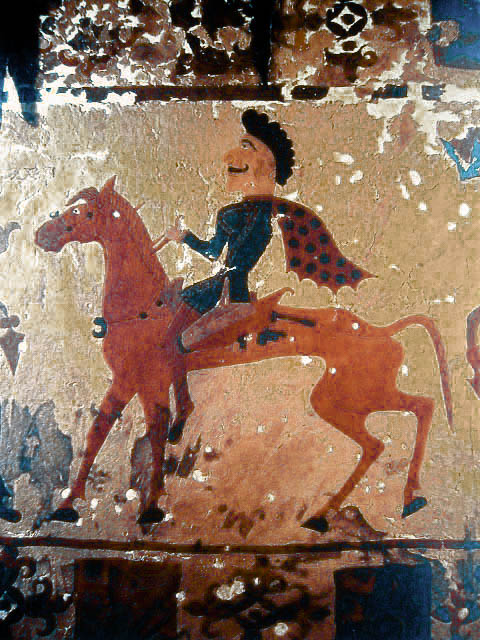
Phong cách nghệ thuật động vật: Pazyryk horseman (Thế kỷ thứ 3 trước Công nguyên)
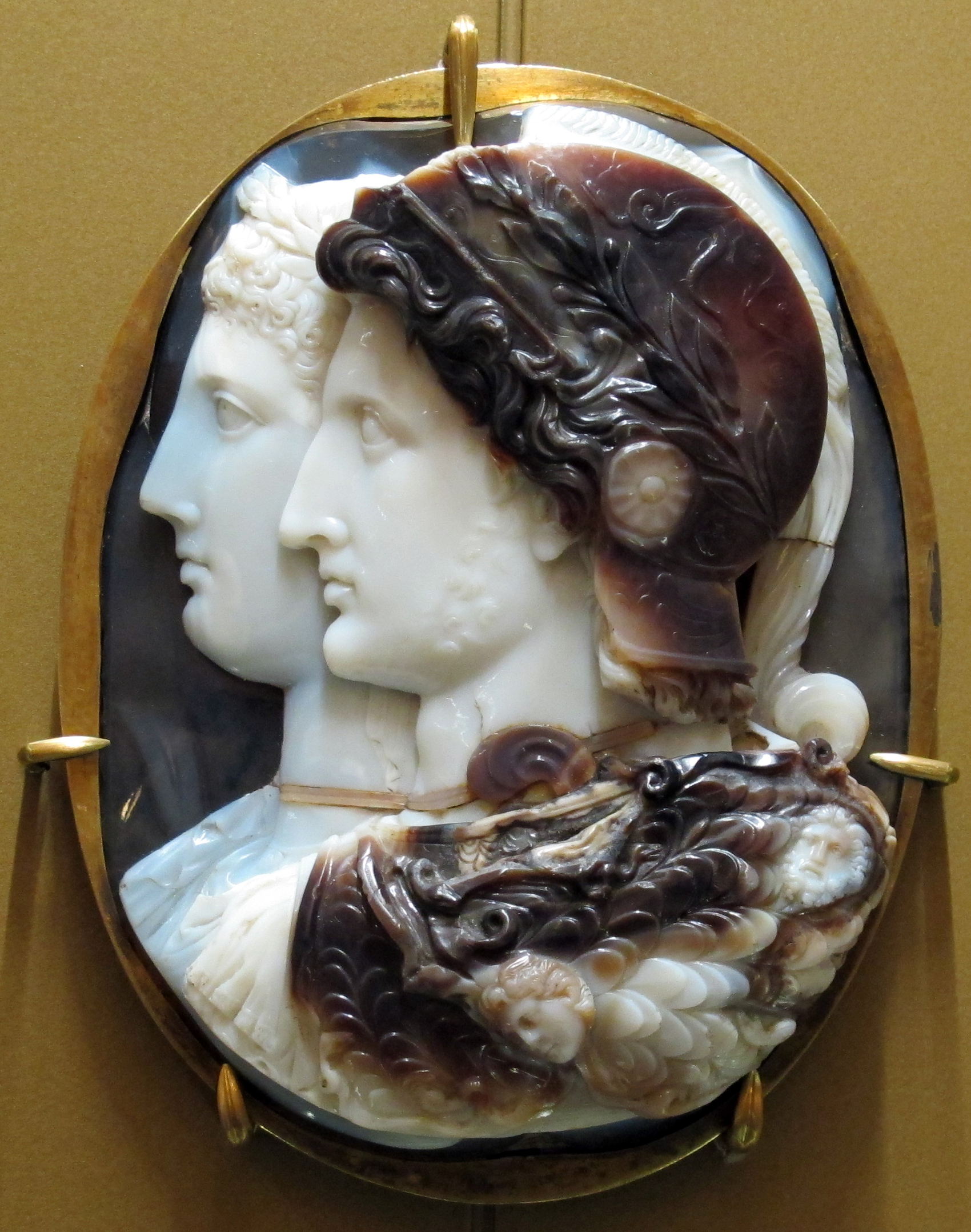
Hi Lạp hóa: Gonzaga Cameo (Thế kỷ thứ 3 trước Công nguyên)
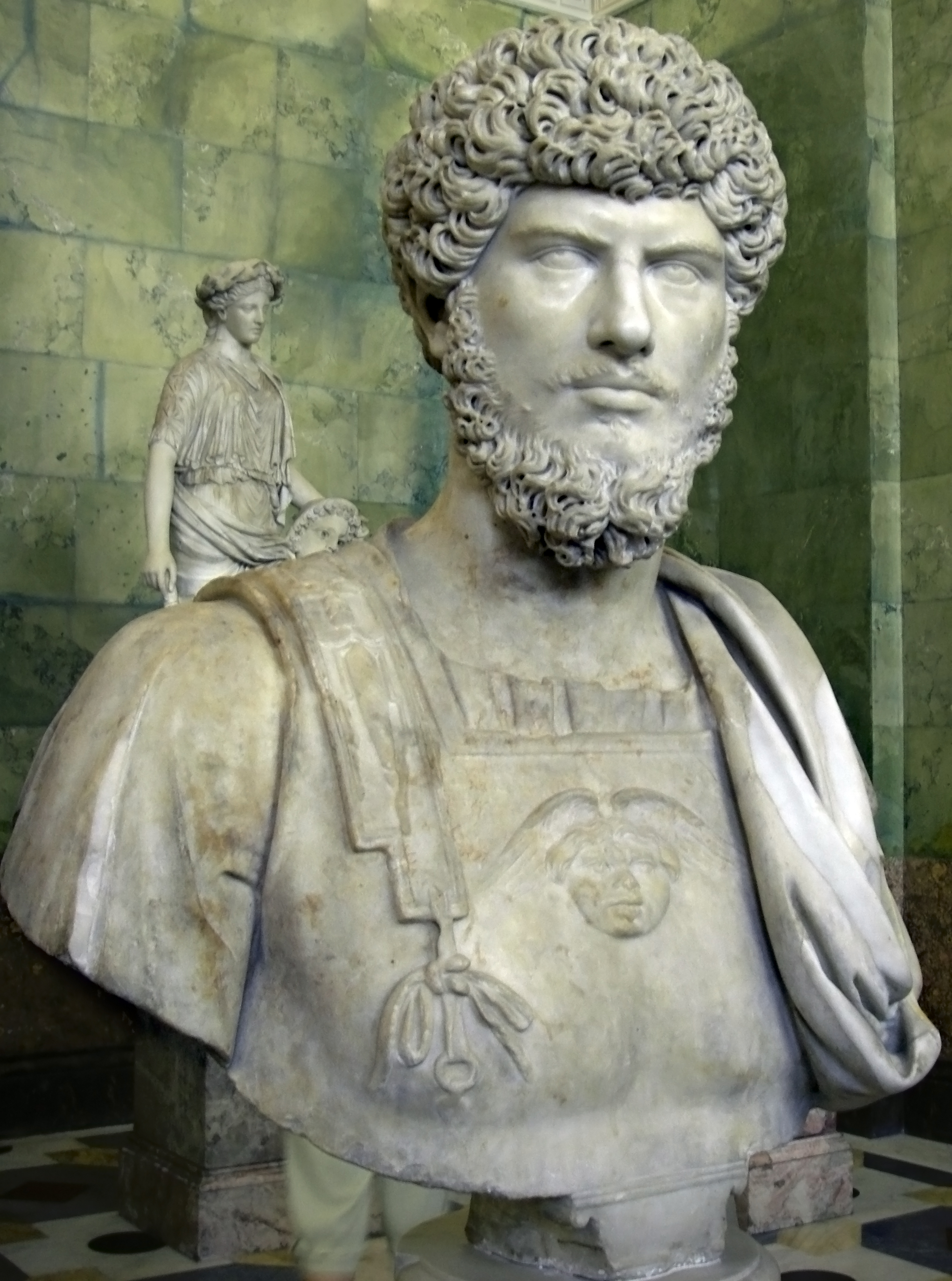
La mã cổ đại: Bức tượng bán thân của Lucius Verus (160–170)
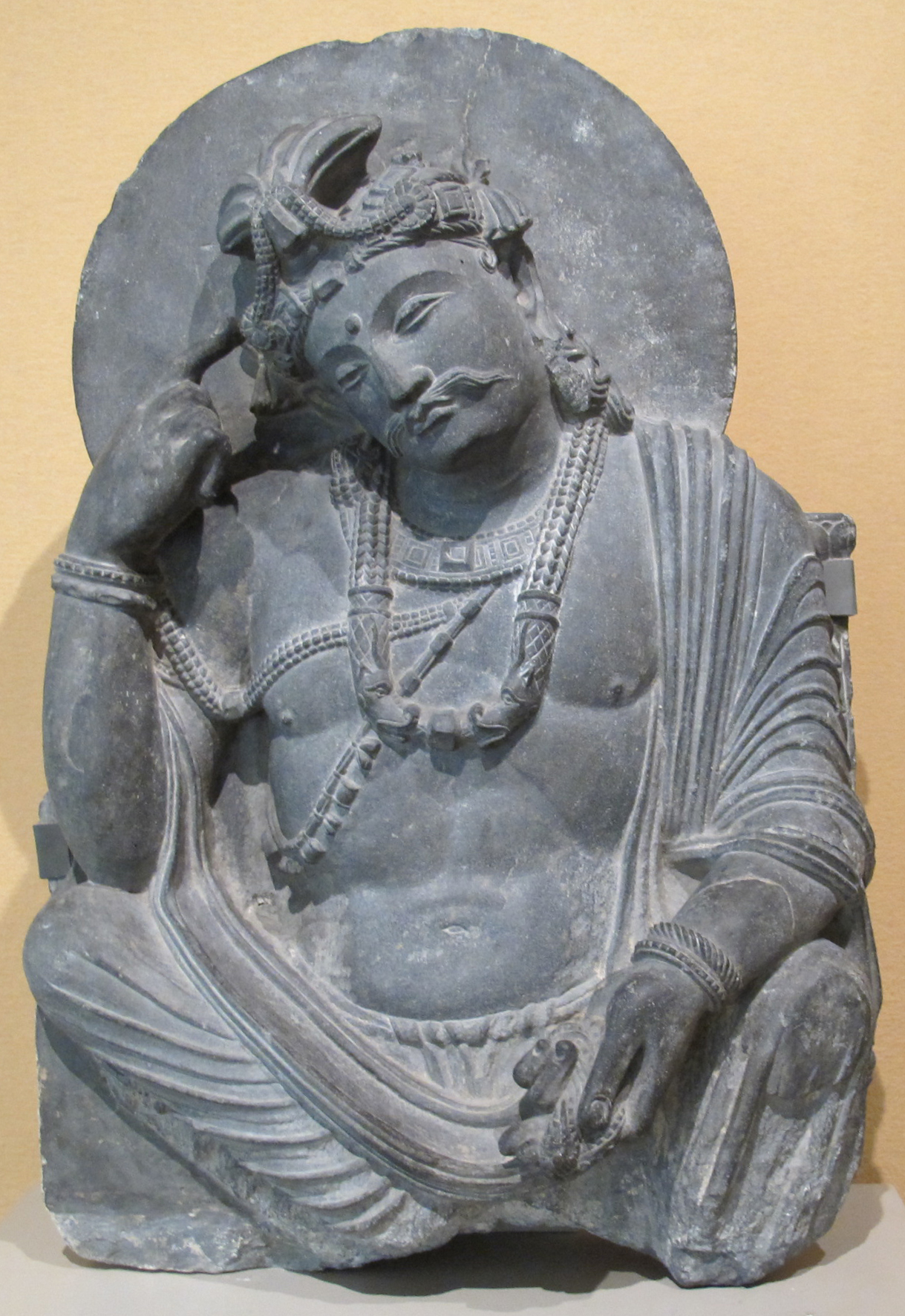
Indian: tượng của Buddha (Thế kỷ thứ 2 - thứ 3)
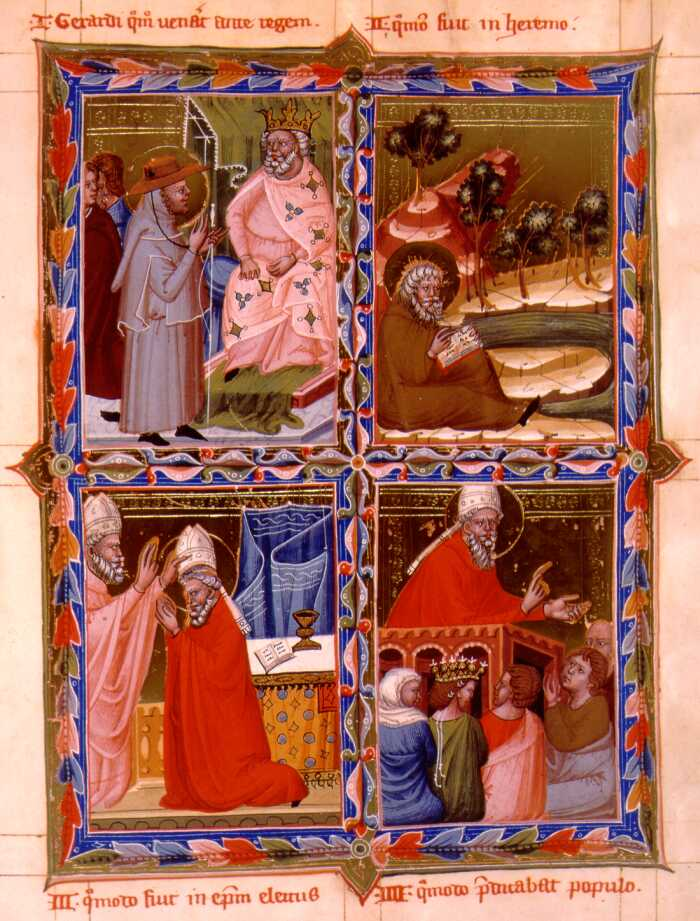
Gothic: Anjou Legendarium (1330)
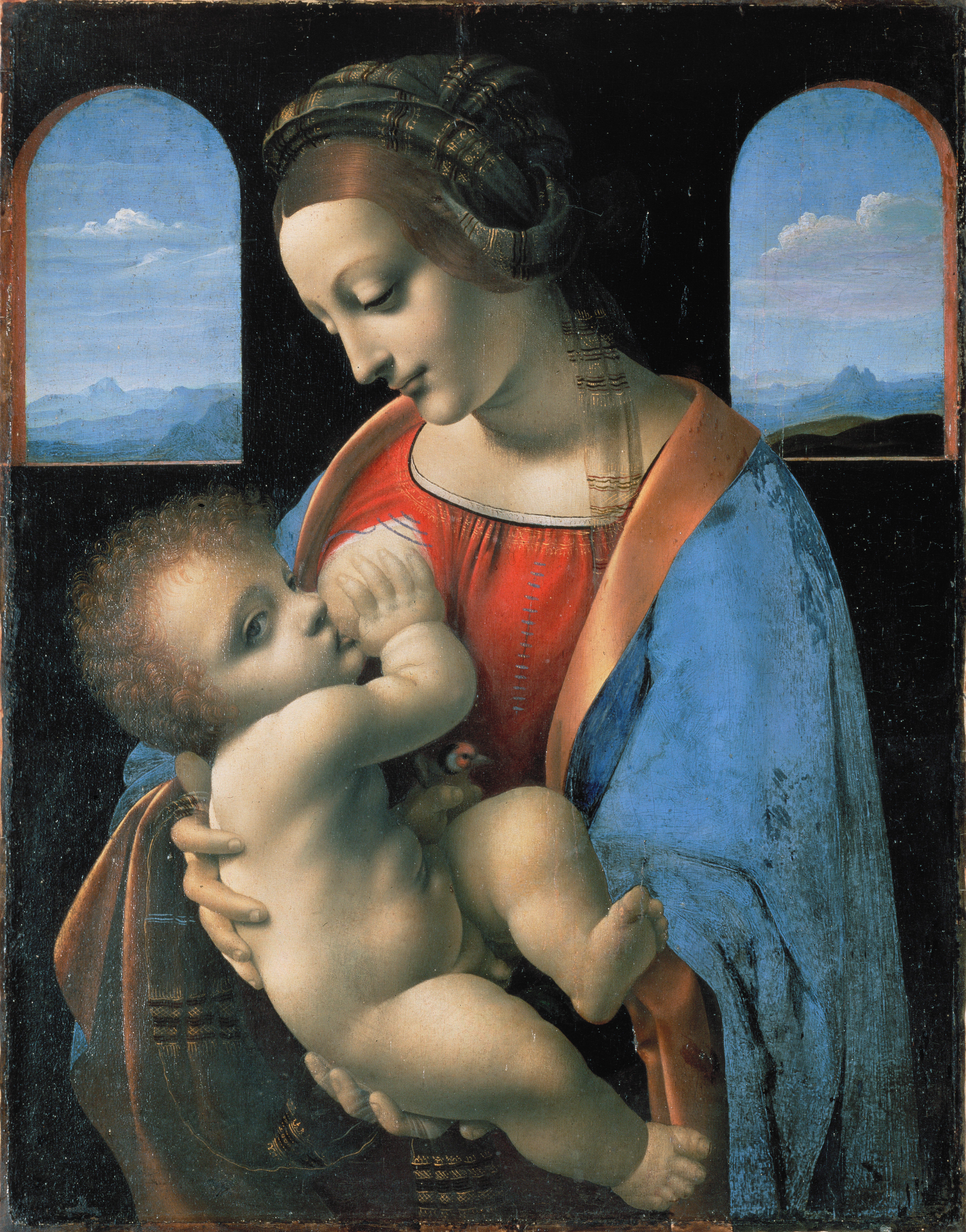
Thời kỳ đầu Phục hưng: Madonna Litta của Leonardo da Vinci (c. 1490)
Thời kỳ Phục hưng cao: Penitent Magdalene của Titian (1565)
Trường phái kiểu cách: Saint Peter and Saint Paul của El Greco (1592)
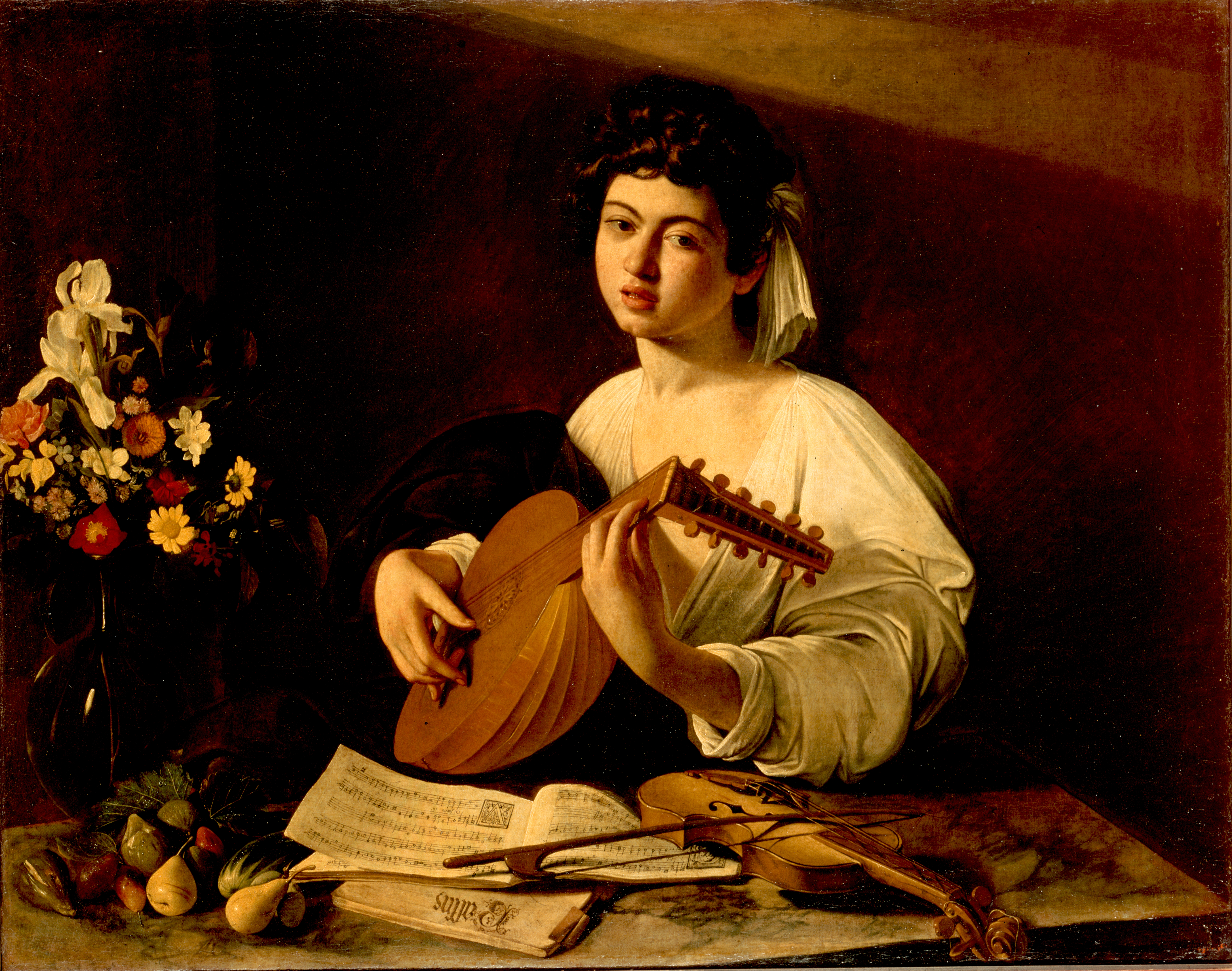
Italian Baroque: The Lute Player by Caravaggio (1596)
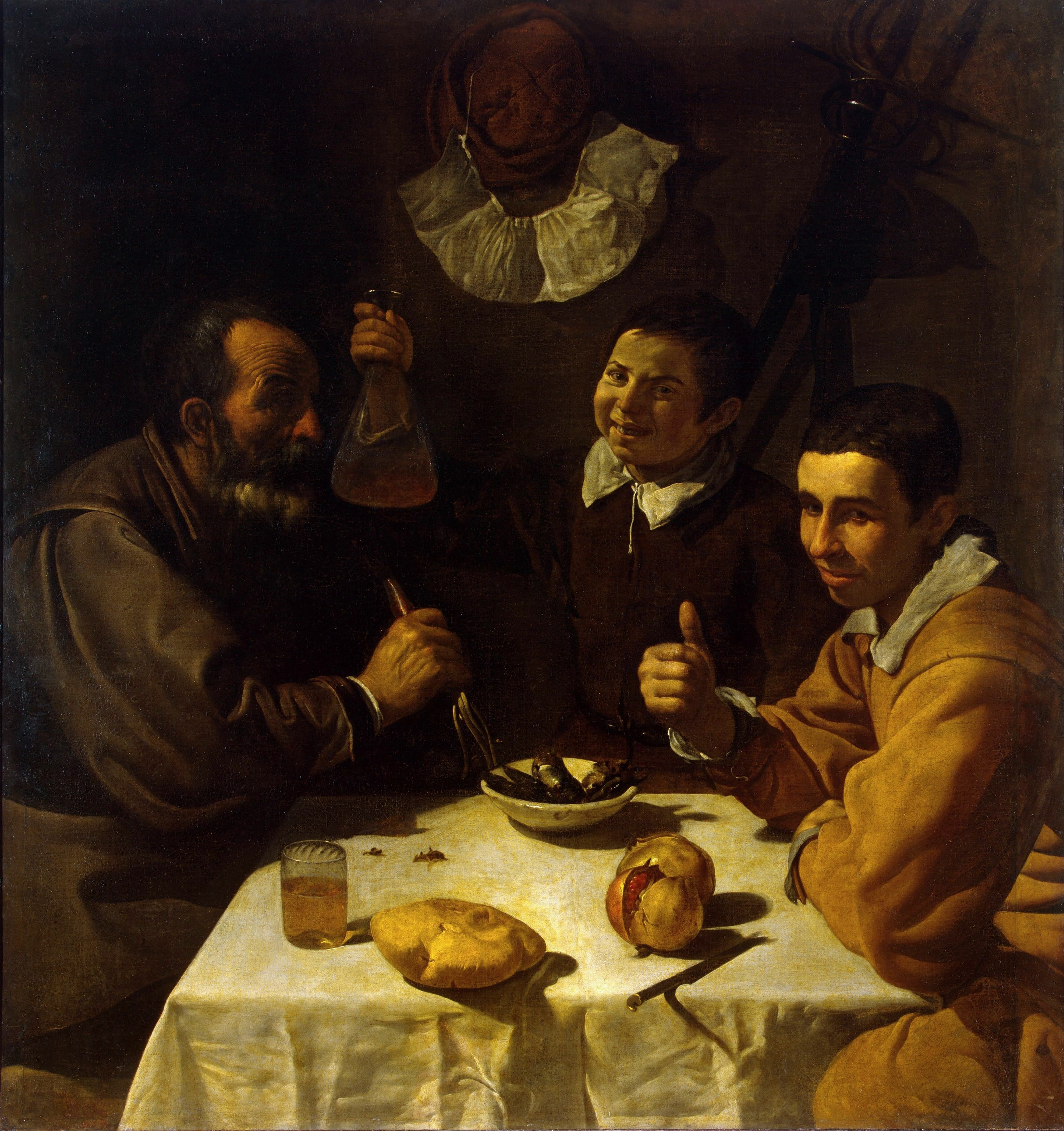
Spanish Baroque: The Lunch của Diego Velázquez (1617)
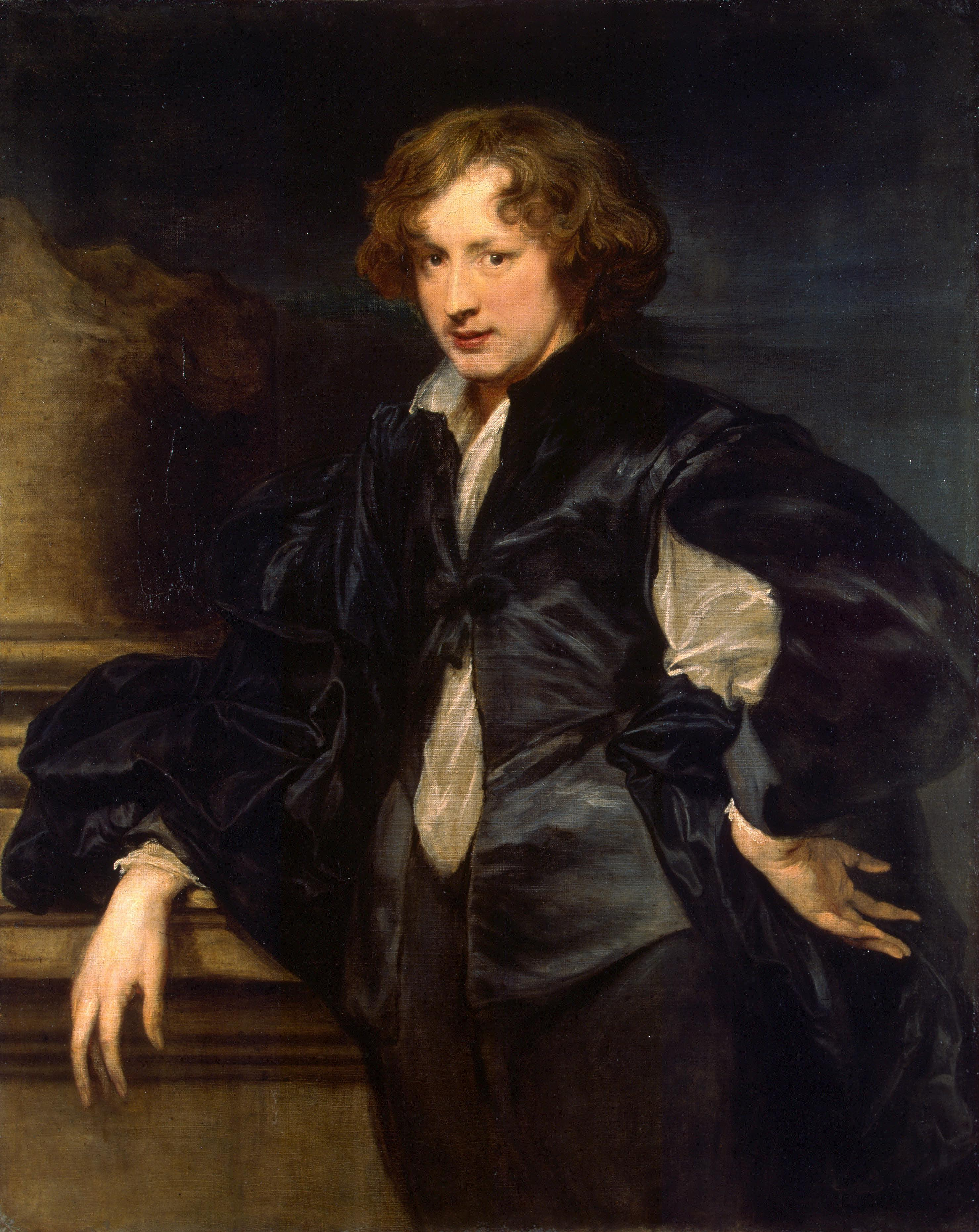
Flemish Baroque: Self-Portrait của Anthony van Dyck (1622–1623)
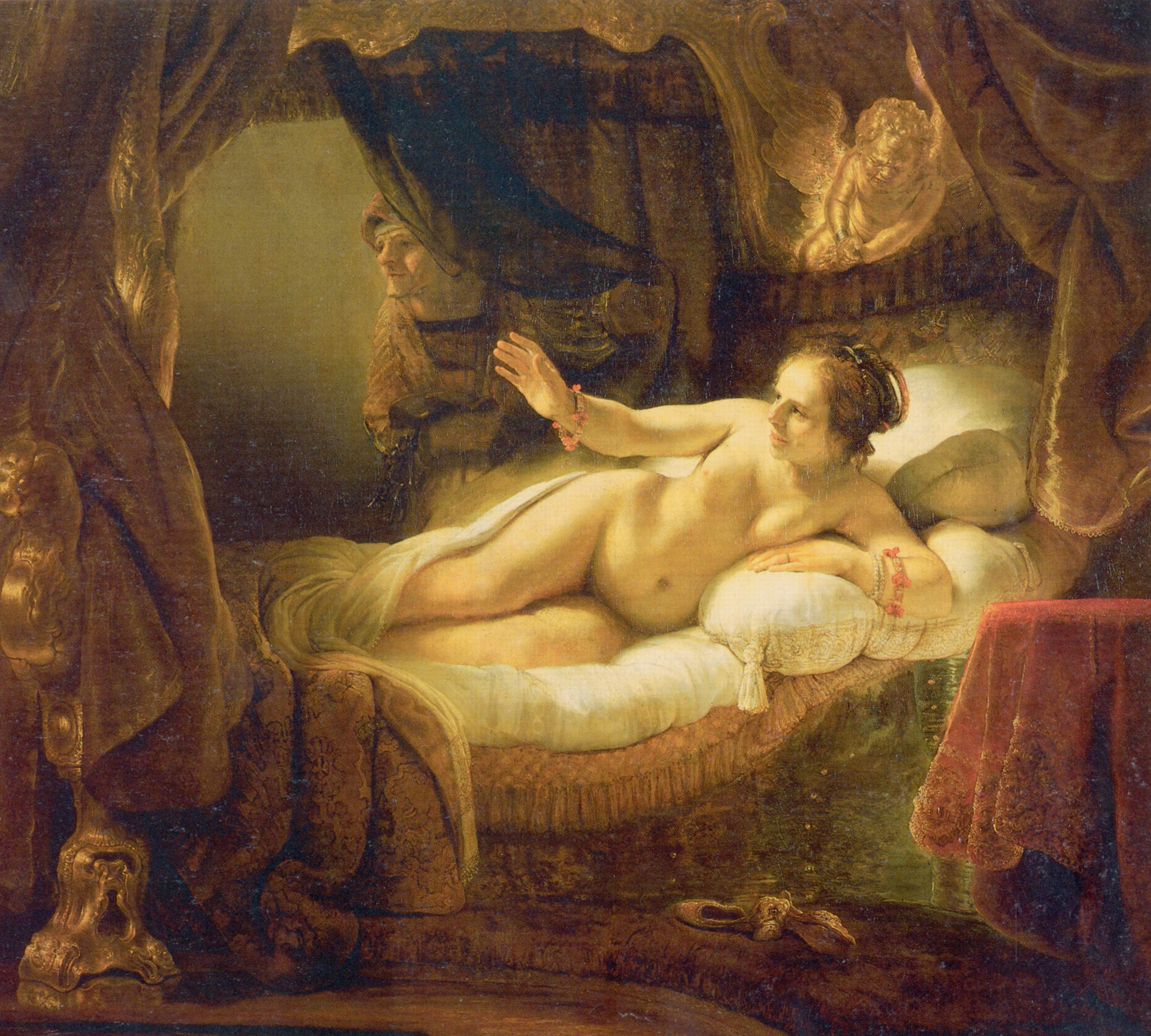
Dutch Baroque: Danaë của Rembrandt (1636)
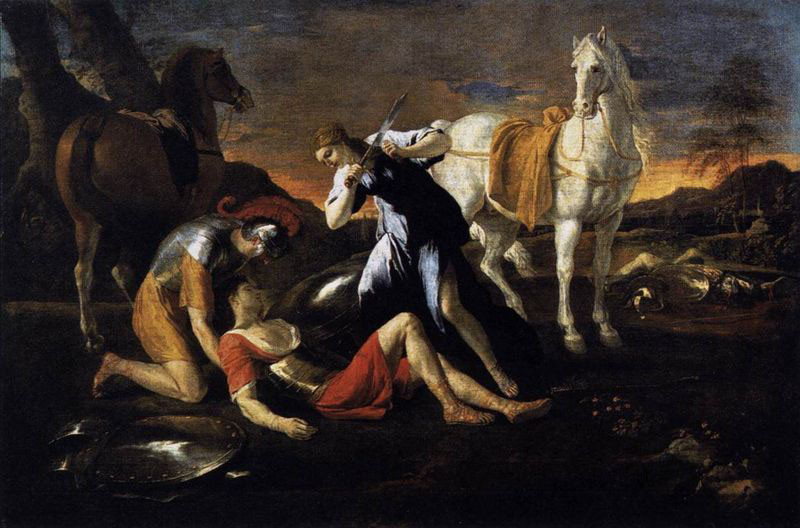
Trường phái cổ điển: Tancred and Herminia by Nicolas Poussin (1649)
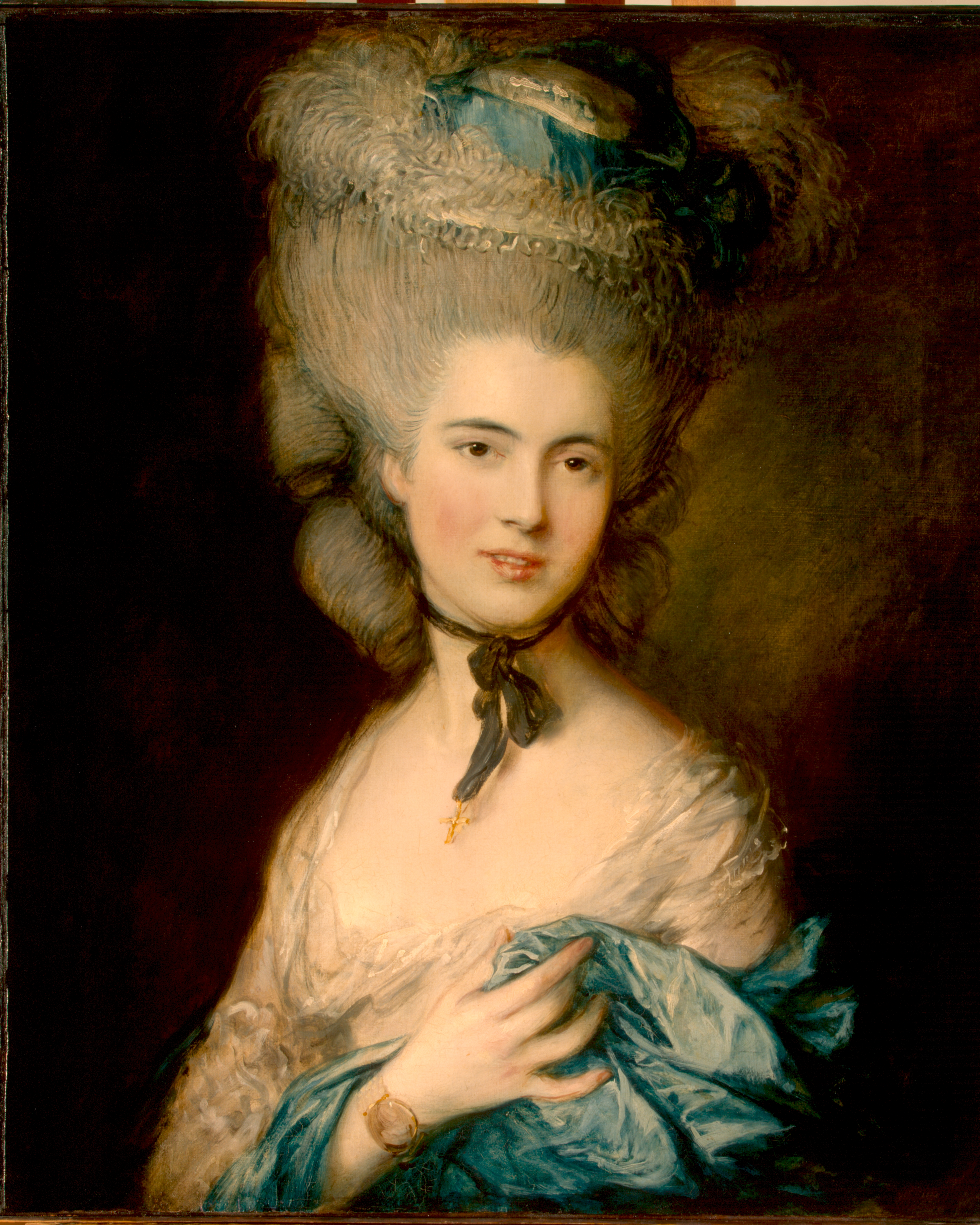
Anh: Woman in Blue của Thomas Gainsborough (c. 1770s)
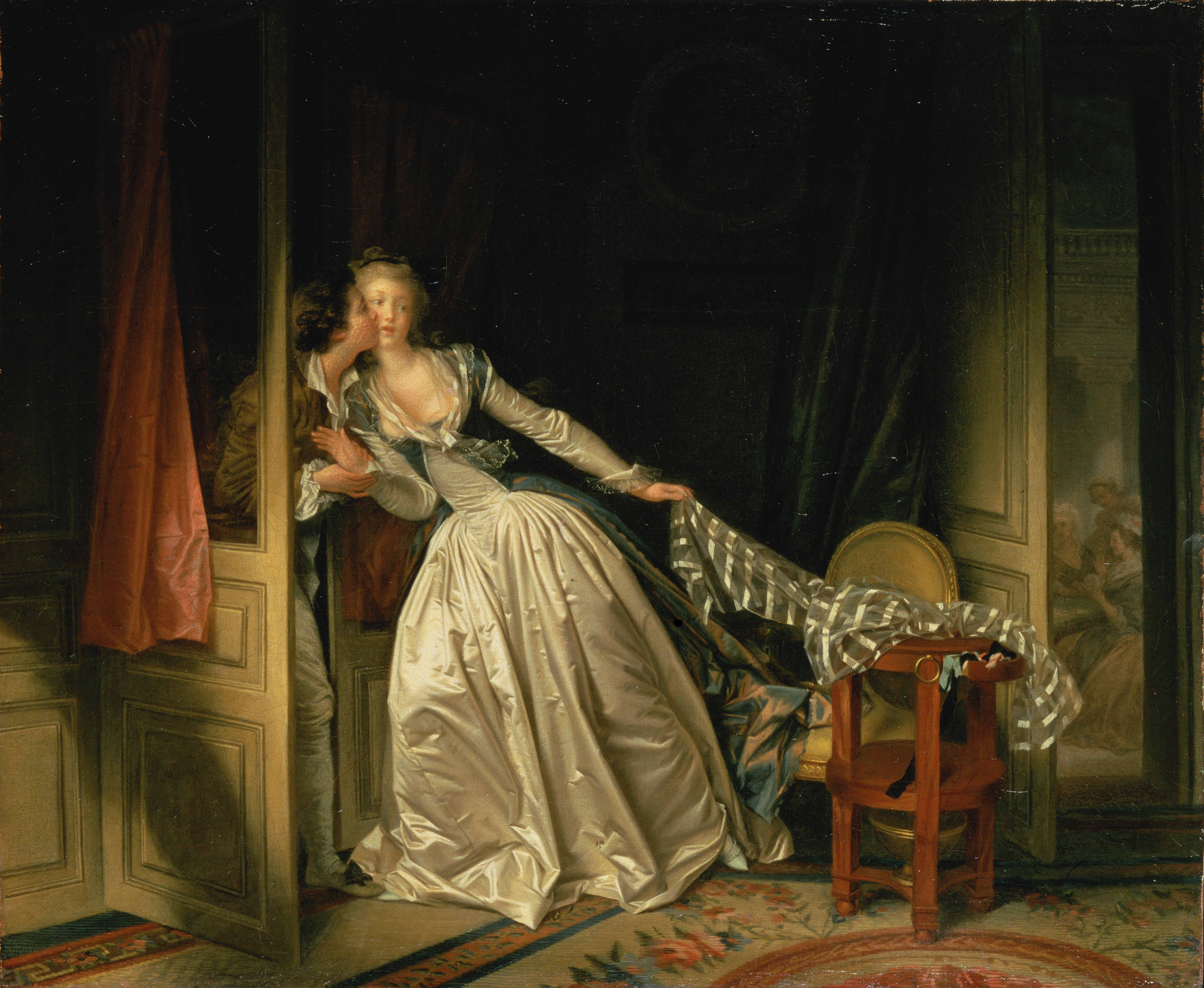
Rococo: The Stolen Kiss của Jean-Honoré Fragonard (c. 1780)
Trường phái tân cổ điển: Psyche Revived by Cupid's Kiss của Antonio Canova (1800–1803)
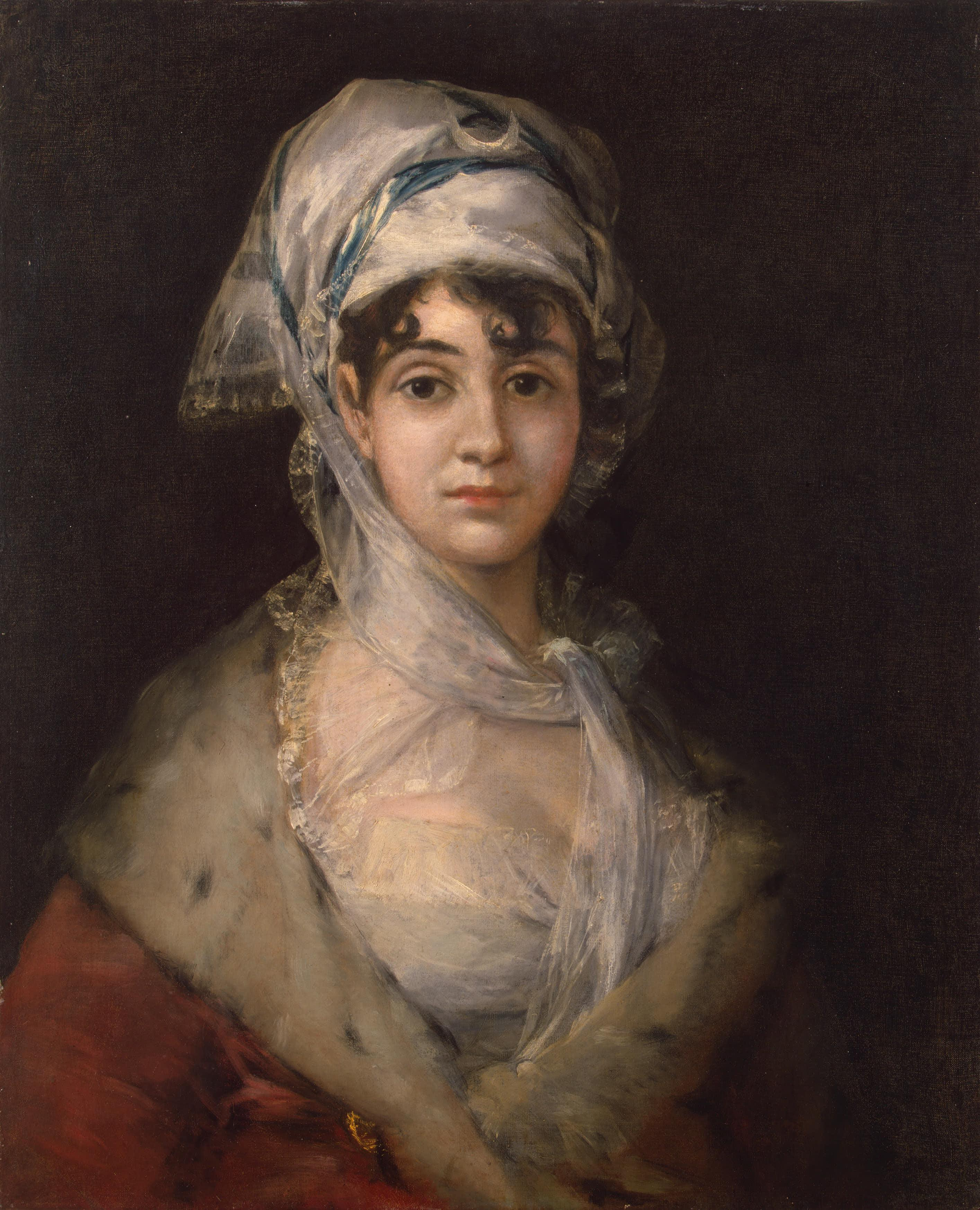
Trường phái lãng mạn: Portrait of Antonia Zarate của Francisco Goya (1810)
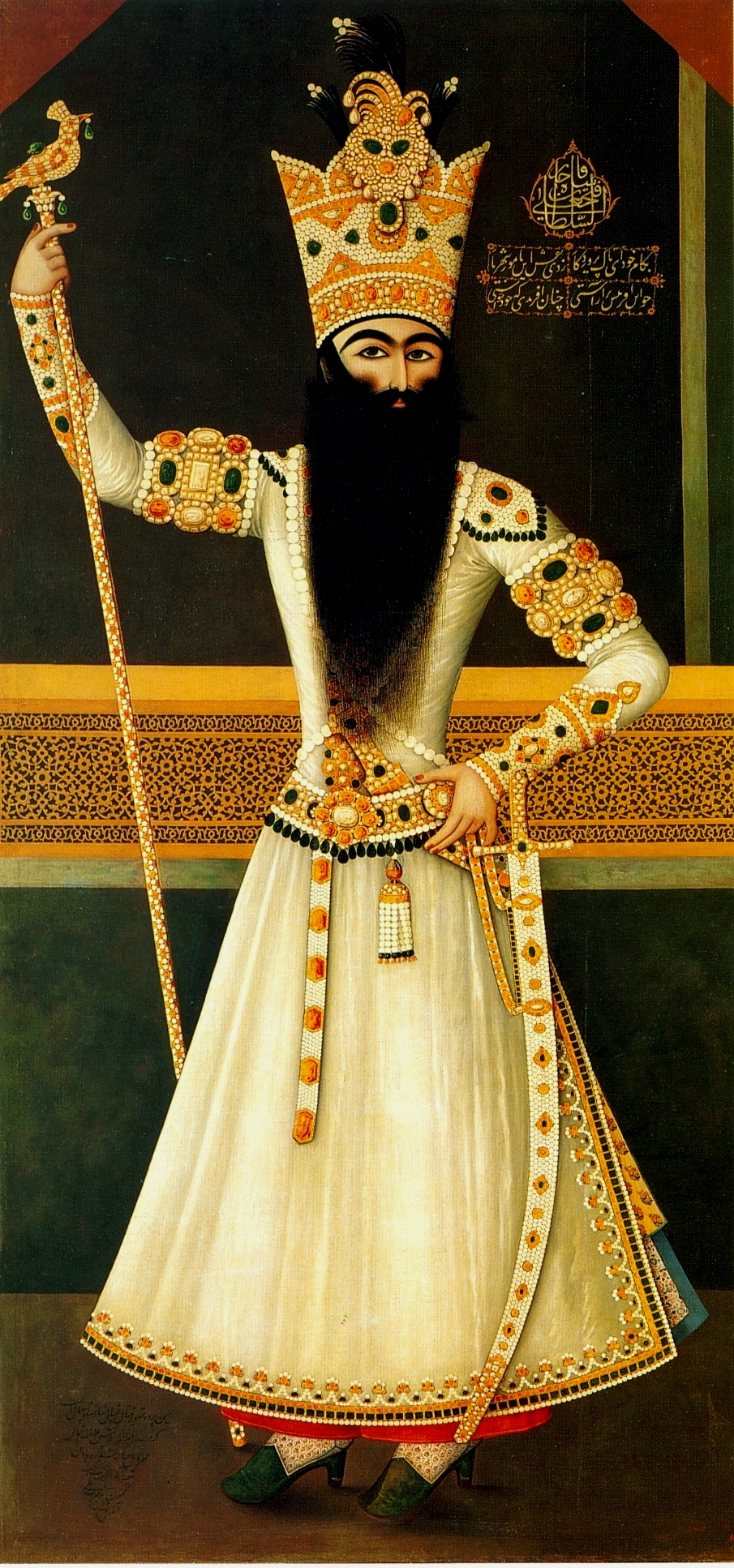
Ba Tư: Portrait of Fath Ali Shah (1813–1814)
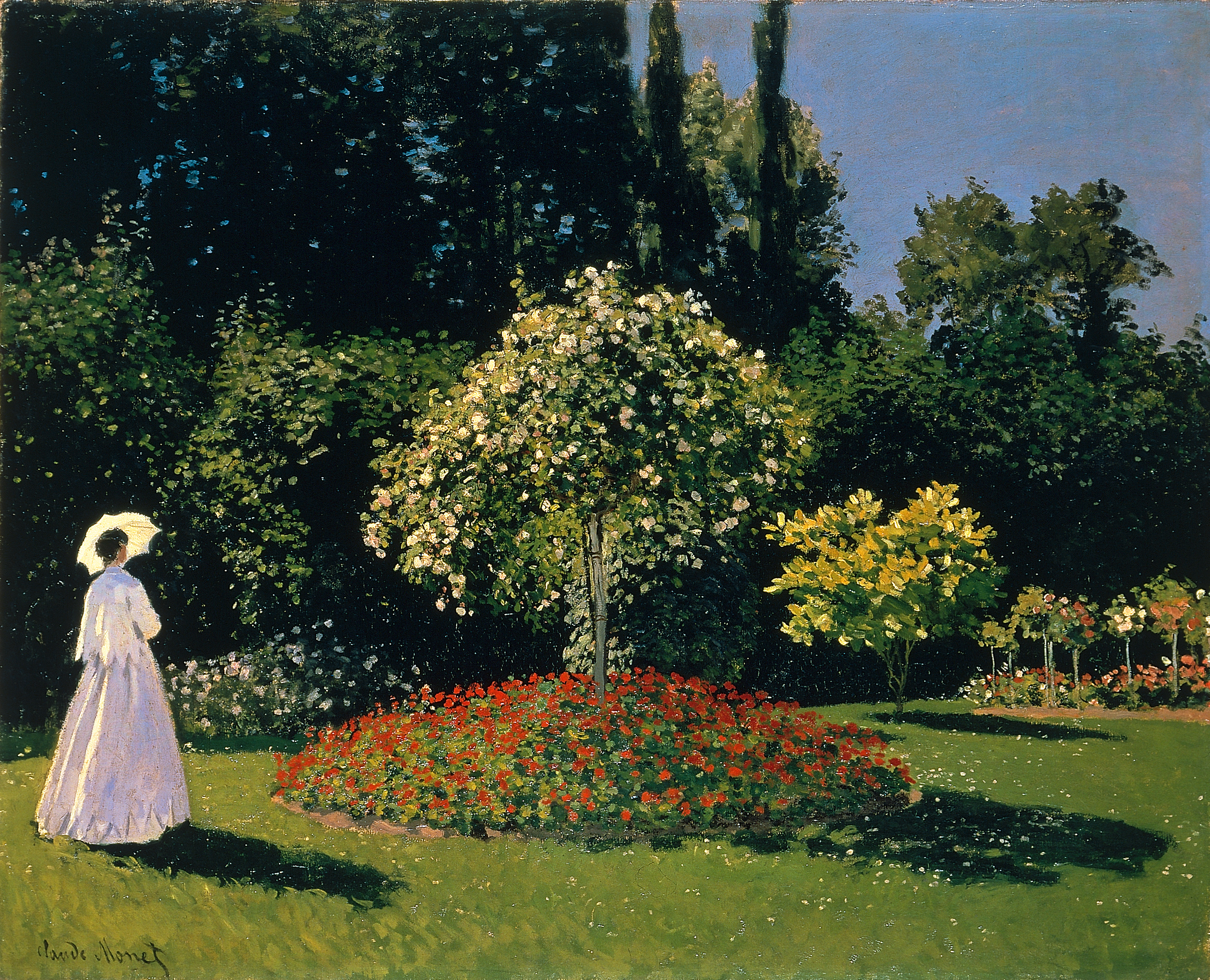
Trường phái ấn tượng: Woman in the Garden của Claude Monet (1867)
Trường phái hậu ấn tượng: White House at Night by Vincent van Gogh (1890)
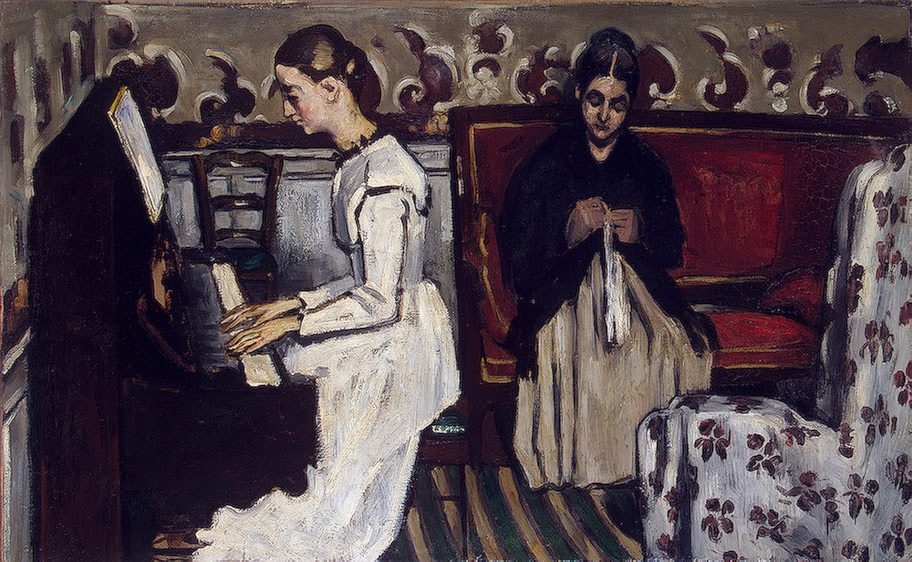
Trường phái hậu ấn tượng: The Overture to Tannhauser: The Artist's Mother and Sister của Paul Cézanne (1868)
Thời kỳ hoa hồng của Picasso: Femme au café (Absinthe Drinker) của Pablo Picasso (1901–02)Thời kỳ hoa hồng của Picasso: Femme au café (Absinthe Drinker) của Pablo Picasso (1901–02)
Chủ nghĩa lập thể Proto: Dryad, của Pablo Picasso (1908)Chủ nghĩa lập thể Proto: Dryad, của Pablo Picasso (1908)
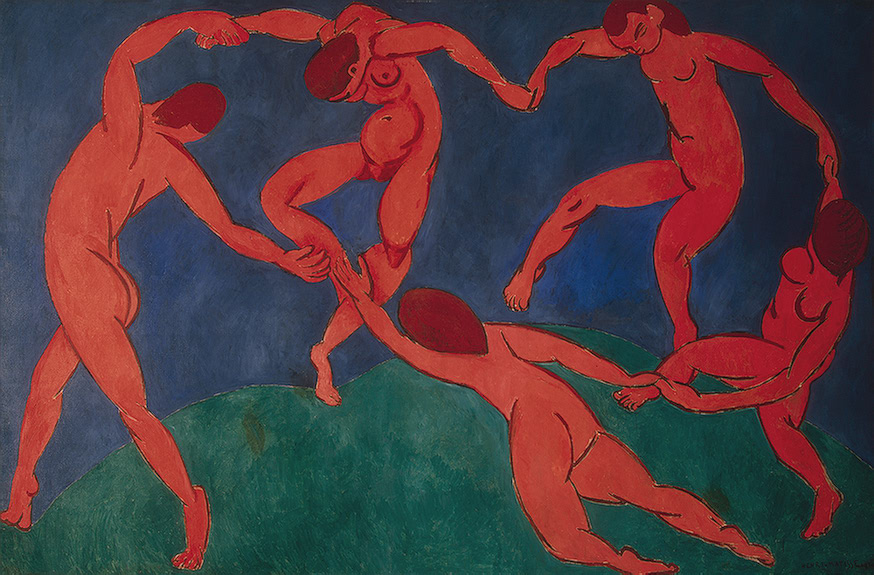
Trường phái dã thú: The Dance của Henri Matisse (1910)
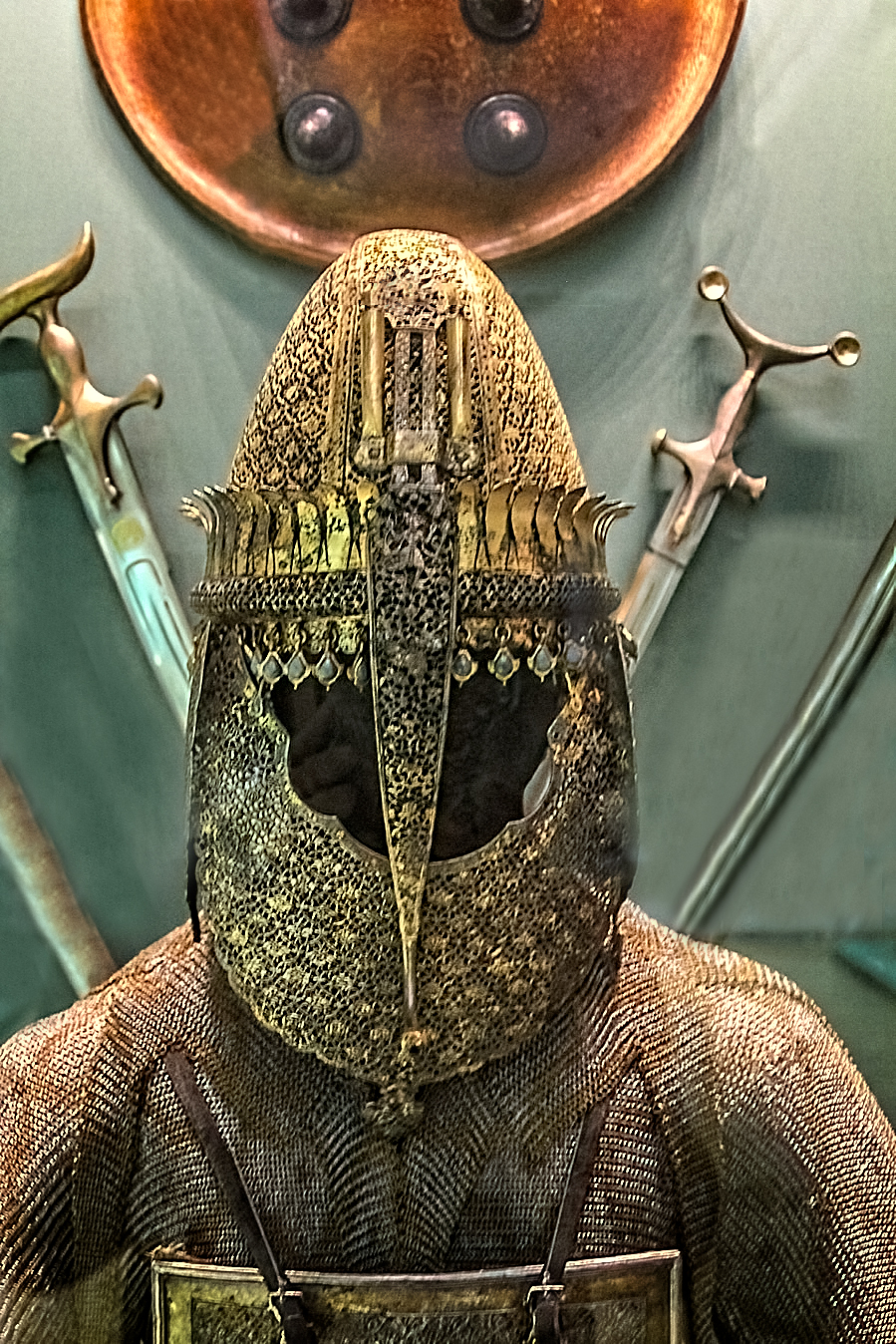
Maratha India: Maratha Armor and Helmet
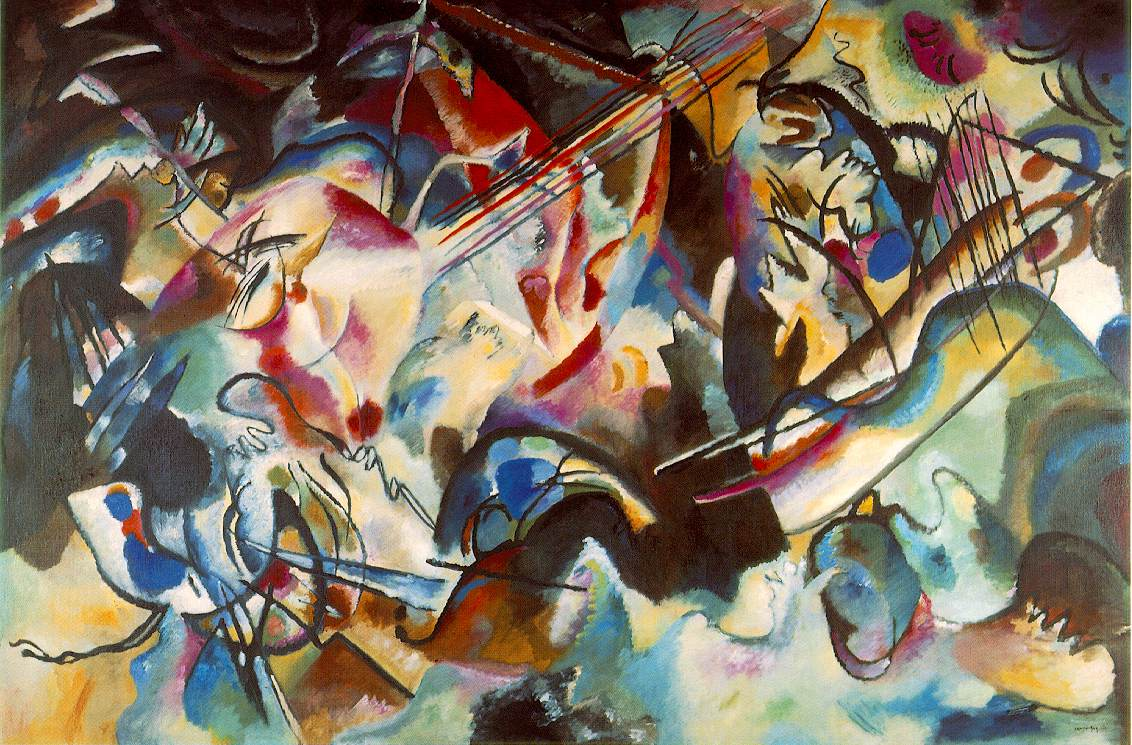
Trừu tượng: Composition VI của Wassily Kandinsky (1913)